# خال‌سهره‌های گلوسرخ
خال‌سهره‌های گلوسرخ (نام علمی: Hypargos) یک سرده از پرندگان دانه‌خوار کوچک از خانواده سهرگان ریز است که در جنوب صحرای آفریقا یافت می‌شود.
گونه‌هایی با نام مشترک خال‌سهره در سرده‌های دیگر در خانواده Estrildidae نیز وجود دارند.
این سرده دارای دو گونه است:
| تصویر | نام رایج         | نام علمی               | پراکندگی |
| ----- | ---------------- | ---------------------- | --- |
|       | خال‌سهره گلوسرخ   | Hypargos niveoguttatus | آنگولا، بوروندی، جمهوری دموکراتیک کنگو، کنیا، مالاوی، موزامبیک، نامیبیا، رواندا، سومالی، آفریقای جنوبی، تانزانیا، زامبیا و زیمبابوه |
|       | خال‌سهره گلوصورتی | Hypargos margaritatus  | موزامبیک، آفریقای جنوبی و سوازیلند                                                                                                  |